# Jonathans Liebe
Jonathans Liebe ist ein deutsches Filmdrama und ein Liebesfilm des Regisseurs Zoltan Spirandelli aus dem Jahr 2003. In den Hauptrollen verkörpern Thomas Scharff und Benjamin Sadler die beiden sehr unterschiedlichen Brüder Christoph und Jonathan.

## Handlung
Während Christoph mit Frauen aufgrund seines Charmes umzugehen weiß, ist sein Bruder Jonathan das genaue Gegenteil: Aufgrund einer spastischen Lähmung sitzt er im Rollstuhl und hat einen Sprachfehler, aber er ist hochintelligent: Mit Einfallsreichtum und einem gewissen Witz entwickelt er Internetseiten an seinem Computer.
Christoph kümmert sich kaum um seinen Bruder, denn dieser hat ja die liebevolle Haushälterin Bertchen, die für Jonathan da ist und ihn umsorgt. Bis eines Tages der Umstand eintritt, dass Bertchen aufgrund von Kreislaufproblemen ins Krankenhaus muss und sich somit natürlich nicht mehr um Jonathan kümmern kann. Nun wird Christoph bewusst, dass er selbst einspringen muss, um seinen Bruder bei seinen alltäglichen Aufgaben zu unterstützen. Jonathan weigert sich zunächst die Unterstützung seines Bruders anzunehmen, dennoch zieht Christoph bei ihm ein.
Jonathan beginnt, sich von einer völlig anderen Seite zu zeigen, als Christoph seine neue Arbeitskollegin Nina mit nach Hause bringt. Nun beginnt zwischen den beiden Brüdern eine Art Rivalität, denn beide sind an der hübschen Nina interessiert. Christoph gelingt es, Nina näher zu kommen, indem er ihr einen Liedtext präsentiert, den sie dringend für einen ihrer Bekannten gesucht hat. Jedoch verschweigt Christoph, dass der Text eigentlich von Jonathan ist.
Jonathan arbeitet bereits an einem weiteren Liedtext für Nina, während sein Bruder Christoph gemütliche Stunden mit Nina genießt. Doch dann erfährt Jonathan, dass sein Bruder ein falsches Spiel spielt, indem er Jonathans Liedtexte als seine eigenen ausgegeben hat. Als auch Nina bei einer Gesangsprobe erfährt, dass die Musiktexte eigentlich von Jonathan sind, plagt sie ein schlechtes Gewissen. Zunächst sagt sie Christoph deutlich die Meinung und versichert ihm, dass sie ihm nie wieder irgendetwas glauben könne. Gleichzeitig entwickelt sie starke Gefühle für Jonathan.
Die Handlung nimmt gegen Ende des Films dramatische Züge an. Jonathan erkennt, dass sein Bruder zu seiner Geburtstagsfeier die Kontaktdame Marion engagiert hat, um Jonathan, dessen Blicke die ganze Zeit auf Nina gerichtet waren, von dieser abzulenken. Nachdem Christoph mit Marion eine heiße Liebesnacht verbracht hat, wird er von dieser darüber informiert, dass Jonathan wohl das Spiel durchschaut hat und mitsamt seinem Rollstuhl verschwunden ist. Daraufhin machen sich Christoph und Nina gemeinsam auf die Suche.
Inzwischen fährt Jonathan auf eigene Faust mit seinem Rollstuhl mitten im dichten Stadtverkehr auf der Straße. Mehrere Verkehrsunfälle können nur durch die Achtsamkeit der übrigen Straßenverkehrsteilnehmer gerade noch verhindert werden.
In der Absicht, sein Leben zu beenden, fährt Jonathan mit seinem Rollstuhl frontal auf einen entgegenkommenden Lastwagen zu. Durch das in letzter Sekunde erfolgte, beherzte Eingreifen seines Bruders, der ihn aus dem Rollstuhl zieht, wird Jonathan gerettet, woraufhin beide gemeinsam auf dem Bürgersteig landen.
Am Ende der Handlung gesteht Nina Jonathan ihre Liebe zu ihm und er vergibt seinem Bruder die Lügengeschichten.

## Produktion
Gül Oswatitsch produzierte den Film für NFP media rights GmbH & Co. KG in Halle (Saale) im Auftrag von Sat.1.

## Kritik
Der Film erntete überwiegend ins Negative tendierende Kritiken: Die Programmzeitschrift TV Spielfilm bewertete mit einem zur Seite gestreckten Daumen: „Kriegt gerade noch die Kurve“.
Die Fernsehzeitschrift Prisma differenziert etwas wohlwollender mit den Worten: „Eine Liebesgeschichte, wie sie im deutschen Fernsehen häufig zu sehen ist. Doch dank der guten Darsteller - abgesehen von dem Chef der Plattenfirma - bietet dieser TV-Film angenehme, problemgeladene Unterhaltung. In der Hauptrolle des Jonathan überzeugt Benjamin Sadler, Thomas Scharff mimt seinen zwielichtigen Bruder Christoph.“
Das Lexikon des internationalen Films geht noch weiter ins Detail und bewertet differenziert mit den Worten: „Unterhaltsames (Fernseh-)Liebesmelodram, das mit Respekt und Sensibilität auch einige nachdenkliche Aspekte anklingen lässt.“

## Erstausstrahlung
Jonathans Liebe wurde am 30. September 2003 erstmals auf Sat.1 ausgestrahlt.